# Bromosa
La bromosa (Clitocybe nebularis, del llatí nebula -núvol, boira-, ja que fa referència al color grisenc i trist d'aquest bolet) és una espècie de fong agarical de la família de les clitocibàcies (Clitocybaceae). És un bolet que conté una substància anomenada nebularina, de propietats antibiòtiques i que pot ser la causant de la seua toxicitat. La nebularina és soluble en aigua i això explica la conveniència de bullir les bromoses i llençar l'aigua resultant de la cocció.

## Morfologia
- És un bolet que es pot fer molt gros, fins a 12 cm d'alçària i un pam de ròdol del barret. És molsut i de carn ferma i dura que fa una olor especial, potser de florit, difícil de trobar-li parió, però no gaire agradable.
- El barret comença cònic i segueix el procés típic d'obrir-se, aplanar-se i prendre forma d'embut, segons que passa el temps.
- El peu és gruixut, més ample a sota i més prim al capdamunt.
- Tot el bolet pren una coloració grisenca, més o menys esblanqueïda (de vegades es troben bromoses amb tonalitats ocràcies, brunes o que són gairebé blancs), i la part central del barret sol ser més fosca.
- Les làmines, decurrents pel peu, tiren a color crema rosat.

## Hàbitat
Surt en boscos de tota mena durant la temporada de tardor.

## Comestibilitat
És comestible (de gran estima per a alguns i completament rebutjable per altres) però també motiu de controvèrsia entre els cercadors de bolets. Si més no, cal advertir que sol ser indigest i que no convé menjar-ne massa de seguits, que cal coure'l bé, millor a banda del guisat, i llençar l'aigua on s'ha cuit, i insistir, com sempre, que només s'han de fer servir les bromoses joves i sanes.